# Милорад Милутинович
Милорад Милутинович (серб. Милорад Милутиновић, 10 березня 1935, Баїна-Башта — 12 липня 2015, Ла Шо-де-Фон) — югославський футболіст, що грав на позиції півзахисника, зокрема, за клуб «Партизан». По завершенні ігрової кар'єри — тренер. Старший брат Бори та Милоша, які також були футболістами.
Триразовий чемпіон Югославії. Володар Кубка Югославії. 

## Клубна кар'єра
У футболі дебютував 1952 року виступами за команду «Партизан», в якій провів сім сезонів. За цей час став володарем Кубка Югославії.
Після двох сезонів у складі ОФК (Белград) знову повернувся до «Партизану» і за три роки тричі виборов титул чемпіона Югославії.
Протягом 1963—1968 років захищав кольори клубів «Бор» та «Ла Шо-де-Фон».
Завершив ігрову кар'єру у команді «Ксамакс», за яку виступав протягом 1968—1969 років.

## Виступи за збірну
Був присутній в заявці збірної на чемпіонаті світу 1958 року у Швеції, але на поле не виходив.

## Кар'єра тренера
Розпочав тренерську кар'єру, ще продовжуючи грати на полі, 1968 року, очоливши тренерський штаб клубу «Ксамакс». Досвід тренерської роботи обмежився цим клубом.
Помер 12 липня 2015 року на 81-му році життя у швейцарському місті Ла Шо-де-Фон.

## Титули і досягнення
- Чемпіон Югославії (3):

«Партизан»: 1961, 1962, 1963
- Володар Кубка Югославії (1):

«Партизан»: 1957